# Chemický útok v Halabdže
Chemický útok v Halabdže (arabsky الهجوم الكيميائي على حلبجة, kurdsky Kîmyabarana Helebce/کیمیابارانی ھەڵەبجە) se odehrál dne 16. března 1988 v irácké Halabdže. Byl součástí Irácko-íránské války, resp. její operace al-Anfal. Jeho vykonavatelem byla irácká armáda; cílem bylo kurdské obyvatelstvo. Trval 48 hodin.
Útok si vyžádal mezi 3200 až 5000 mrtvými a 7000 až 10 000 zraněnými. Většina obětí byli civilisté. Velká část úmrtí se odehrála bezprostředně po útoku chemickým plynem; některá však následovala až po řadě měsíců či let. Nejvyšší irácký trestní soud tento útok oficiálně označil dne 1. března 2010 za genocidu kurdského obyvatelstva na území Iráku. V současné době je považován za jeden z nejrozsáhlejších příkladů nasazení chemických zbraní proti civilnímu obyvatelstvu. Za genocidu jej označila i organizce Human Rights Watch.
Útok byl vykonán v podvečer dne 16. března 1988. Irácké letouny typu MiG a Mirage zahájily bombardování města za pomocí chemických bomb. Náletů se uskutečnilo celkem 14, v každém bylo zapojeno 7-8 letadel. Použity byly údajně různé chemické plyny, jako např. yperit, sarin, tabun a VX. Dle svědků páchl plyn nejprve po odpadcích, později po sladkých jablkách. Ti, kteří byli plynem zasaženi, umírali různými způsoby.